# 匙叶荛花
匙叶荛花（学名：Wikstroemia cochlearifolia）为瑞香科荛花属下的一个种。

## 扩展阅读
- 維基物種上的相關：匙叶荛花